# 6282 Edwelda
6282 Edwelda eller 1980 TS4 är en asteroid i huvudbältet som upptäcktes den 9 oktober 1980 av den amerikanska astronomen Carolyn S. Shoemaker vid Palomar-observatoriet. Den är uppkallad efter Edwin Aguirre och Imelda Joson.
Asteroiden har en diameter på ungefär 5 kilometer.